# Jean-Claude-Adrien Helvétius
Pour les articles homonymes, voir Helvétius.
Jean-Claude-Adrien Helvétius est un médecin français, membre de l'Académie royale des sciences, né à Paris le 18 juillet 1685, et mort à Versailles le 17 juillet 1755 .

## Biographie
Jean-Claude-Adrien Helvétius est le fils de Jean-Adrien Helvétius, médecin d'origine néerlandaise venu s'installer à Paris pour vendre les médecines inventées par son père, et de Jeanne Desgranges. Il a fait ses études au collège des Quatre-Nations. Son père a voulu qu'il devienne médecin alors qu'il était tourné vers la vie militaire. Il abandonna sa première passion et alla alors avec passion vers l'anatomie et la chimie. Il a été reçu bachelier en médecine le 27 mars 1706, licencié le 1er juillet 1708, puis docteur en médecine de la Faculté de Paris à l'âge de 22 ans le 1er octobre 1708. Il s'est mis aussitôt dans la pratique. Il va alors remplir ses devoirs les plus indispensables de son métier ou aller au Jardin du roi. Pendant le terrible hiver 1709, il n'a pas arrêté de se rendre, à six heures du matin, suivre les médecins de l'hôtel-Dieu et de la Charité.
Son père lui a acheté en 1713 une charge de médecin par quartier du roi Louis XIV.
Sa réputation ayant grandi, il est nommé élève de Jean Méry, anatomiste à l'Académie royale des sciences, le 3 août 1715, adjoint anatomiste le 3 janvier 1716, premier titulaire, associé anatomiste le 9 juillet 1718, associé vétéran le 22 août 1726.
En 1719, le roi Louis XV est tombé gravement malade et Helvétius, bien qu'encore assez jeune, est appelé en consultation. Il a proposé de faire une saignée du pied. Contre les avis opposés, il a donné des arguments si forts qu'il a obtenu l'accord de tous les médecins consultés. La saignée a été faite et a obtenu les effets souhaités. Le Régent a alors voulu qu'il ne s'éloignât plus du roi et quand la Cour revint à Versailles, le Régent lui a offert de s'y installer en lui accordant une pension de 10 000 livres.
En octobre 1720, Helvétius est nommé inspecteur-général des hôpitaux militaires de Flandre et a acheté la charge de médecin ordinaire du roi à M. Boudin. Il est alors devenu un homme de la cour, de la ville et de l'académie, ce qui l'a entraîné à voir naître l'ambition de se rendre le chef de la médecine. La faculté de médecine de Paris lui a reproché d'avoir essayer d'en prendre le contrôle quand Nicolas Andry, qui lui était favorable, était doyen de la faculté. Vers la fin du décanat d'Andry, il a essayé de se faire nommé doyen à sa place. Finalement, la faculté a choisi d'élire par acclamation Étienne-François Geoffroy le 2 novembre 1726. Helvétius, Andry ont essayé de faire annuler cette élection par le cardinal Fleury.
Il a publié en 1722 un ouvrage, Idée générale de l'économie animale, et observation sur la petite vérole, dans lequel il a présenté les usages des différentes parties du corps animal.
Il a rempli la fonction de médecin de la reine Marie Leszczynska, dès 1725, quand il l'a accueillie à la frontière du royaume avec les principaux officiers de la Maison du roi. Le roi l'a honoré d'un brevet de conseiller d'État. Il est nommé premier médecin de la reine en 1728.
En 1746, il a eu une attaque qui a entraîné une paralysie mais qui ne l'empêchait pas de remplir les fonctions de sa charge, mais en 1751, voyant que l'incommodité allait en augmentant, il a proposé Claude de la Vigne de Frécheville, un de ses élèves, en survivance dans sa charge de premier médecin de la reine.
Il est alors resté enfermé chez lui, répondant aux consultations d'une clientèle que sa réputation de médecin lui attirait et il s'est occupé à travailler sur divers ouvrages. En décembre 1754, son état venant à s'aggraver, il a mis en ordre ses affaires, légué, entre autres choses, tous les livres de sa bibliothèque à la Faculté de médecine de Paris que cette compagnie n'avait pas dans la sienne.

## Études anatomiques
Il a publié ses premières études anatomiques dans les Mémoires de l'Académie royale des sciences en 1718. Il s'est cru le découvreur que les veines du poumon sont en moindre nombre et ont moins de capacité que les artères du poumon, au contraire de ce qu'il y a dans le reste du corps humain. Il a aussi remarqué que le ventricule gauche et l'oreillette gauche du cœur qui sont liées aux veines pulmonaires ont moins de capacité que le ventricule droit et l'oreillette droite qui sont liés aux artères. Comme la quantité de sang passant dans les artères pulmonaires était la même que celle se trouvant dans les veines pulmonaires, il en a déduit que le sang ait reçu un changement du côté gauche pour qu'il occupe moins d'espace, s'y condensait et que c'était dû à l'action de l'air dans les poumons. Ce système a été attaqué par Pietro Antonio Michelotti, médecin à Venise, qui a publié en 1721 De Separatione fluidorum in corpore animali. Michelotti a écrit une lettre en latin au secrétaire de l'Académie royale des sciences, Fontenelle, à laquelle Hélvétius répond par Éclaircissements concernant la manière dont l'air agit sur le sang dans les poumons en 1728. Michelotti estimait que cette différence de taille pouvait aussi venir d'une différence de vitesse du circulation du sang dans les veines et dans les artères.
Dans le livre Idée générale de l'économie animale, et observation sur la petite vérole, Helvétius avait repris la découverte des vaisseaux névro-lymphatiques par Raymond Vieussens pour s'en servir de base à sa théorie de l'inflammation. Cette théorie a été l'objet d'une critique de la part de Jean Besse, médecin du Rouergue, premier médecin de la reine douairière d'Espagne, qui prétend que l'obstruction des vaisseaux capillaires constitue la seule cause de l'inflammation. Cette critique suivie d'une réponse par Helvétius, qui a entraîné une nouvelle réponse de Jean Besse sous la forme d'un livre dont seul le tome 1 a paru à Amsterdam. Helvétius, homme de cour, a réussi à empêcher la publication du tome 2. Dans la partie traitant de la petite vérole, il préconise la saignée de pied comme moyen de prévenir une inflammation du cerveau qui a été observée chez ceux qui sont morts de cette maladie.

## Famille
Helvétius est la latinisation du nom Schweitzer.
- Jean-Frédéric Schweitzer Helvétius, né à Köthen, Saxe-Anhaldt, le 17 janvier 1630, mort à La Haye le 29 août 1709, médecin des États généraux des Provinces-Unies et du prince d'Orange, marié en 1658 à Jeanne Pelse (1643-1709),
  - Jean-Balthazar Helvétius (1659-1695), médecin néerlandais,
    - Jean-Frédéric Helvétius II (1687- ) médecin néerlandais,

  - Jean-Adrien Helvétius (1662-1727), ou Adrien Helvétius, marié en 1684 avec Jeanne Desgranges (vers 1654-1722),
    - Jean-François Helvétius (1683),
    - Jean-Claude-Adrien Helvétius (1685-1755) marié en 1710 avec Noëlle Geneviève de Carvoisin d'Armancourt (vers 1690-1767),
      - Claude-Adrien Helvétius (1715-1771) marié à Anne-Catherine de Ligniville (1720-1800), Madame d'Helvétius,
        - Élisabeth Charlotte Helvétius, dame de Luminy (1752-1799), mariée à Alexandre-François de Mun (mort en 1816),
          - Claude Adrien de Mun (1773-1843) marié en 1805 avec Henriette d'Ursel (1782-1849),

        - Geneviève Adélaïde Helvétius (1754- ) mariée en 1772 avec Antoine Henri d'Andlau, maréchal de camp (1740-1820),
          - Anna Catherine d'Andlau (1773-1855) mariée en 1791 avec Camille d'Orglandes,
          - Henriette Geneviève d'Andlau (1774-1836) mariée en 1790 avec Louis Le Peletier de Rosanbo (1777-1856),
          - Armand Gaston Félix d'Andlau (1779-1860), chambellan de Napoléon III, marié en 1823 avec Pauline Marie Josèphe d'Hennezel (1804-1873),
          - Hardouin Gustave d'Andlau (1787-1850) marié à Aglaé Tourteau (1792-1868)

    - Antoine Helvétius (1687-1729),
    - Anne Helvétius marié à Jean-Nicolas Martinet,
      - Jean Adrien Martinet de Charsonville.

  - Philippe-Maximilien Helvétius (1664-1708) médecin néerlandais,
    - Arnoud Helvétius (1690-1742) médecin néerlandais

  - Joseph-Jean Helvétius (1667-1719) médecin néerlandais,
    - Jean-Frédéric Helvétius III (1699-1747) médecin néerlandais,
- Andreas Engelhart Schweitzer (1632- ) marchand à Köthen.

## Publications
- An Erethismi sedatio morbi curatio?, thèse de doctorat, chez Veuve F. Muguet, 1708
- Idée générale de l'économie animale, et observation sur la petite vérole, Paris, 1722 (lire en ligne).

Ce livre a donné lieu à une critique de M. Besse, docteur-régent de la Faculté de Paris :
- - Jean Besse. Lettre à Monsieur... (Helvétius) auteur du nouveau livre de l'œconomie animale et des observations sur les petites véroles. , François Fournier, Paris 1723 (lire en ligne)
  - Lettres à M. au sujet de la Lettre critique de M. Besse, contre l'Idée général de l' Œconomie Animale et les observations sur la petite vérole. Paris 1725 (lire en ligne)
  - Réplique aux lettres de M. Helvétius, au sujet de la critique de son livre de l'œconomie animale & des observations sur la petite vérole, par M. Besse, docteur-régent de la faculté de médecine de Paris, & premier médecin de la reine douairière d'Espagne, ci-devant médecin du Roi & de la maison royale de Saint-Louis et de Saint-Cyr, Amsterdam, tome 1. Le tome 2 n'est jamais paru.
- Éclaircissements concernant la manière dont l'air agit sur le sang dans les poumons. Pour servir de réponse aux objections contenues dans une lettre de M. Michelotti, à M. de Fontenelle, Paris, 1728 (lire en ligne).
- Epistola ad J. B. Winslow de structura glandulæ, imprimé à la suite des Éclaircissements....
- Lettre de M. Helvétius, Conseiller d'état, premier médecin de la reine, inspecteur-général des Hôpitaux Militaires du Royaume, & membre de l'Académie royale des sciences à MM. les Doyens et Syndics des Facultés de Médecine & des Collèges de Médecins du Royaume de France au sujet des Formules de médecine pour les Hôpitaux Militaires, imprimerie de J. F. Quillau, Paris, 1748 (lire en ligne).
- Principia Physico-medica in tironum medicinæ Gratiam, chez D. A. Pierres, Paris, 1752 tome 1, tome 2
- Méthode donnée par M. Helvétius, suivant laquelle les personnes charitables doivent conduire les pauvres malades de la campagne attaqués de fièvres intermittentes, Paris, 1756 (lire en ligne)

### Mémoires de l'Académie royale des sciences
- Observations sur le poumon de l'homme, p. 18-35, 1718 (lire en ligne).
- Observations sur l'inégalité de capacité qui se trouve entre les organes destinées à la circulation du sang dans le corps de l'homme, et sur les changements qui arrivent au sang en passant par le poumon, p. 222-244, 1718 (lire en ligne).
- Observations anatomiques sur l'estomac de l'homme, avec des réflexions sur le système nouveau, qui regarde la trituration dans l'estomac, comme la cause de la digestion des aliments avec une planche, p. 336-349, 1719 (lire en ligne).
- Observations anatomiques sur la membrane interne des intestins grêles, appelée membrane veloutée. Sur leur membrane appelée nerveuse. Sur leur membrane musculeuse ou charnue, avec une planche, p. 301-309 1721 (lire en ligne).

### Abrégé des Mémoires de l'Académie des sciences
- Observation anatomique. Opération césarienne faite avec grand succès par M. Michel à La Tour-de-Trême, 1734 (lire en ligne)

### Histoire de l'Académie royale des sciences
- Diverses observations anatomiques. Sur le livre de M. Helvétius intitulé Éclaircissements concernant la manière dont l'air agit sur le sang dans les poumons, etc., p. 22-27, 1728 (lire en ligne)